# Alan Cumyn
Alan Cumyn (ur. 8 stycznia 1960 w Ottawie) – kanadyjski pisarz.
Ukończył studia licencjackie na Queen’s University i magisterskie na University of Windsor. Jego powieść Man of Bone otrzymała nagrodę Ottawa Book Award.
Jest żonaty i ma dwie córki. Mieszka w Ottawie.

## Powieści
- Waiting for Li Ming (1993)
- Between Families and the Sky (1995)
- Man of Bone (1998)
- Burridge Unbound (2000)
- Losing It (2001)
- seria Owen Skye

1. The Secret Life of Owen Skye (2002)
2. After Sylvia (2004)
3. Dear Sylvia (2008)

- The Sojourn (2003)
- The Famished Lover (2006)
- Tilt (2011)
- Hot Pterodactyl Boyfriend (2016)